# Agave collina
Agave collina là một loài thực vật có hoa trong họ Măng tây. Loài này được Greenm. mô tả khoa học đầu tiên năm 1897.